# Antiblemma anguinea
Antiblemma anguinea är en fjärilsart som beskrevs av William Schaus 1911. Antiblemma anguinea ingår i släktet Antiblemma och familjen nattflyn. Inga underarter finns listade i Catalogue of Life.